# سقف قابل للسحب
السقف السَّحوب (أي القابل للسحب) (بالإنجليزية: Retractable roof) هو نظام سقف مصمم لسحب سقف المبنى للخلف بحيث يصبح الجزء الداخلي من المنشأة مفتوحًا على الهواء الطلق. يُشار إلى الأسقف السحوبة أحيانًا باسم الأسقف القابلة للتشغيل (بالإنجليزية: operable roofs) أو لفتحات السقف السحوبة (بالإنجليزية: retractable skylights). يشير مصطلح فتحة السقف القابلة للتشغيل (بالإنجليزية: operable skylight)، على الرغم من تشابهه إلى حد كبير، إلى فتحة سقف تفتح على مفصلة، وليس على مسار.
تُستخدم الأسقف السحوبة في المساكن والمطاعم والحانات ومراكز السباحة والحلبات والملاعب وغيرها من المرافق التي ترغب في توفير الحماية، فضلاً عن خيار وجود سقف مفتوح أثناء الطقس الملائم.

## تاريخ
تظهر سجلات مكتب الولايات المتحدة لبراءات الاختراع والعلامات التجارية أن ديفيد س. ميلر، مؤسس شركة (Rollamatic Retractable Roofs)، قد قدم براءة اختراع أمريكية رقم 3,277,619 في أغسطس 1963 لـ "قسم سقف متحرك ويمكن التحكم فيه عن بعد للمنازل وأنواع أخرى من المباني".

## الأشكال والأحجام
في حين أن أي شكل يُعدّ ممكنا، فإن الأشكال الشائعة هي المسطحة، والتلال، والتلال الوركية، والبرميلية، والقبة. قد يشتمل المسكن على واحد أو أكثر من الأسطح السحوبة بقياس 3 × 5 أقدام؛ أو بار أو مطعم بسقف قابل للسحب بقياس 20 × 30 قدمًا؛ وقاعة اجتماعات بقياس 50 × 100 قدم مقسمة إلى قسمين فوق بعضها البعض.

## الأماكن الرياضية
تُستخدم أسقف الملاعب السحوبة بشكل عام في الأماكن التي يسود فيها الطقس العاصف أو الحرارة الشديدة أو البرودة الشديدة خلال مواسم الرياضة المعنية، وذلك للسماح بلعب الرياضات الخارجية التقليدية في ظروف أكثر ملاءمة، فضلاً عن راحة المتفرجين الذين يشاهدون المباريات التي تقام في مثل هذا الطقس.
غرض آخر من الأسقف السحوبة هو السماح بنمو ملاعب العشب الطبيعي في البيئات التي تكون فيها درجات الحرارة شديدة الحرارة و/أو البرودة مما يجعل تركيب وصيانة مثل هذا الملعب مكلفًا للغاية. تستخدم التركيبات في جميع أنحاء العالم مجموعة متنوعة من التكوينات والأنماط المختلفة.

### أولى الملاعب ذات الأسقف السحوبة

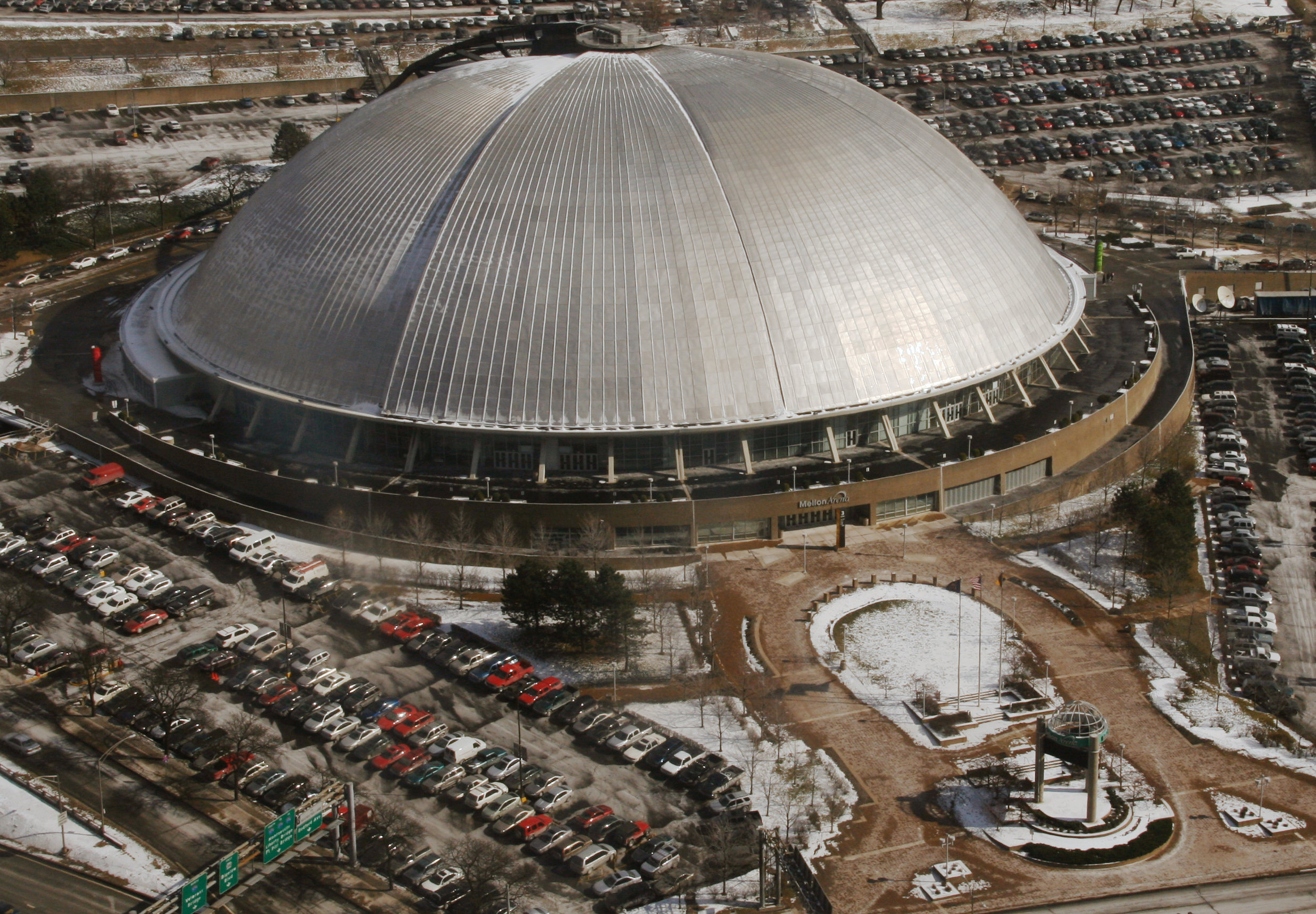
الساحة المدنية (Civic Arena) تم بناؤها في عام 1961

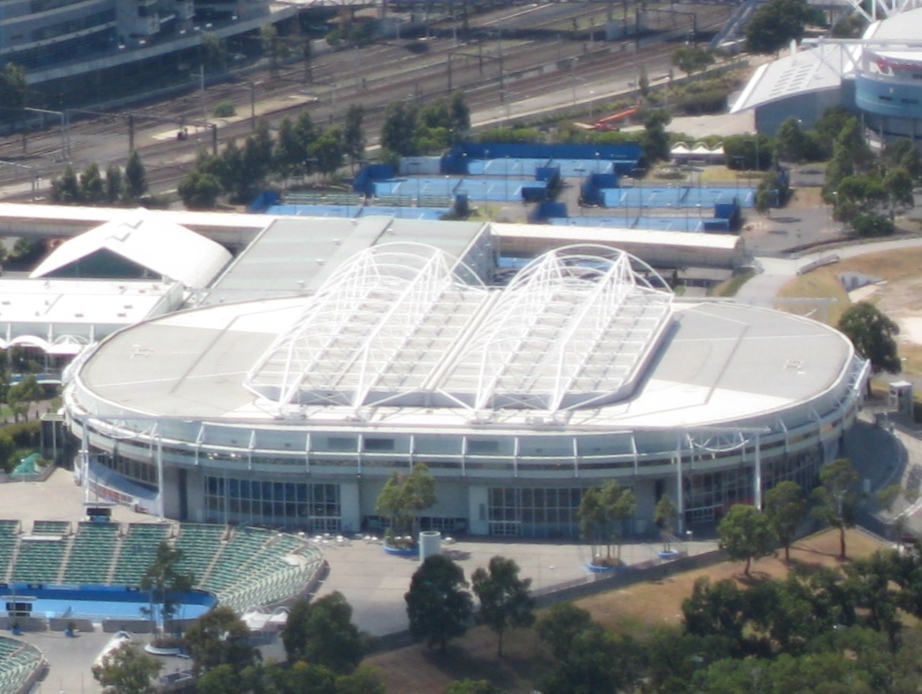
ملعب رود لافر، ملبورن.

كان أول مكان رياضي بسقف قابل للسحب هو (Civic Arena في بيتسبرغ، بنسلفانيا، الولايات المتحدة، والذي تم هدمه الآن. تم تشييد الساحة في عام 1961 لأوبرا بيتسبرغ سيفيك لايت، وكانت موطنًا لفرق كرة السلة والهوكي على الجليد من الدوري الصغير ودوري الدرجة الأولى التابع للرابطة الوطنية لرياضة الجامعات قبل أن تصبح موطنًا لفريق بيتسبرغ بنغوينز التابع لدوري الهوكي الوطني في عام 1967، بالإضافة إلى استضافة أكثر من اثنتي عشرة مباراة في الموسم العادي لدوري كرة السلة الأميركي للمحترفين في الستينيات والسبعينيات.
يغطي سقف الساحة على شكل قبة مساحة 170 ألف قدم مربع (16 ألف متر مربع) ويتكون من ثمانية أجزاء متساوية مصنوعة من ما يقرب من 3 آلاف طن من الفولاذ، حيث يمكن سحب ستة أجزاء أسفل الجزءين المتبقيين، مدعومة بذراع خارجي معلق بطول 260 قدمًا (79 مترًا).

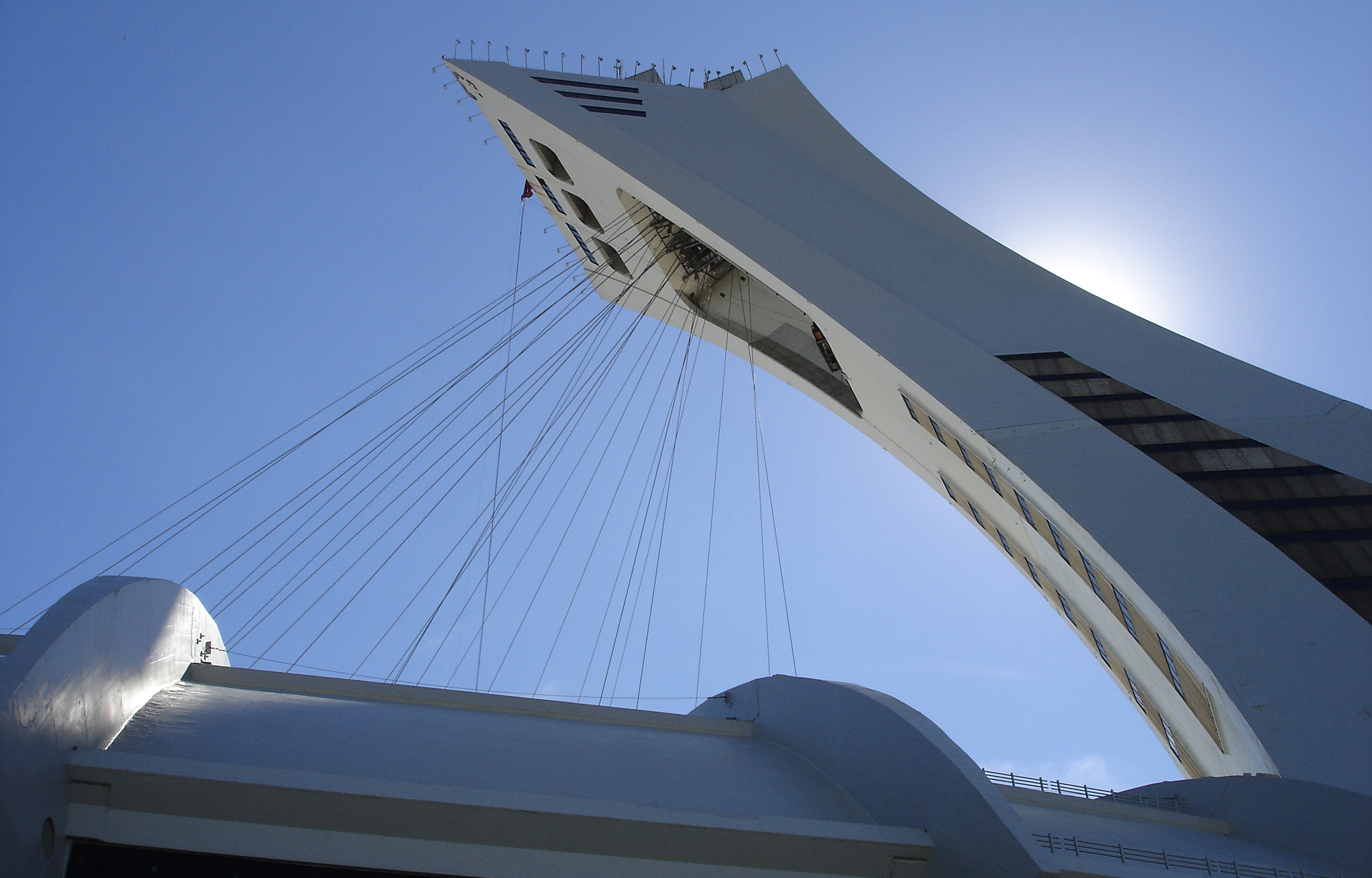
برج وكابلات للسقف السحوب في الملعب الأولمبي في مونتريال

كان من المقرر أن يكون الملعب الأولمبي في مونتريال، كيبيك، أول ملعب خارجي بسقف قابل للسحب عند افتتاحه في دورة الألعاب الأولمبية الصيفية عام 1976. ومع ذلك، بسبب مشاكل البناء، لم يتم تركيب السقف حتى عام 1987، ولم يكن قابلاً للطي حتى عام 1988. ولكن حتى في تلك الفترة، كان تحريك السقف مستحيلاً في ظل ظروف الرياح العاتية، كما عانت المنشأة من مشاكل فنية. تم تركيب سقف دائم ثابت في عام 1998.
تم افتتاح الملعب المركزي في مركز التنس الوطني، والذي يسمى الآن ملعب رودلافر، في ملبورن، أستراليا، في يناير 1988. كان هذا أول نظام سقف قابل للسحب يتم تركيبه في ملعب غراند سلام للتنس. يتيح السقف استمرار المباريات أثناء هطول الأمطار والحرارة الشديدة وفي وجود دخان حرائق الغابات في المناطق المحيطة.
كان مركز روجرز (المعروف سابقًا باسم SkyDome) في تورنتو، أونتاريو، مزودًا بسقف قابل للسحب يعمل بكامل طاقته عند افتتاحه في عام 1989.

### أنواع أسقف الملاعب القابلة للطي

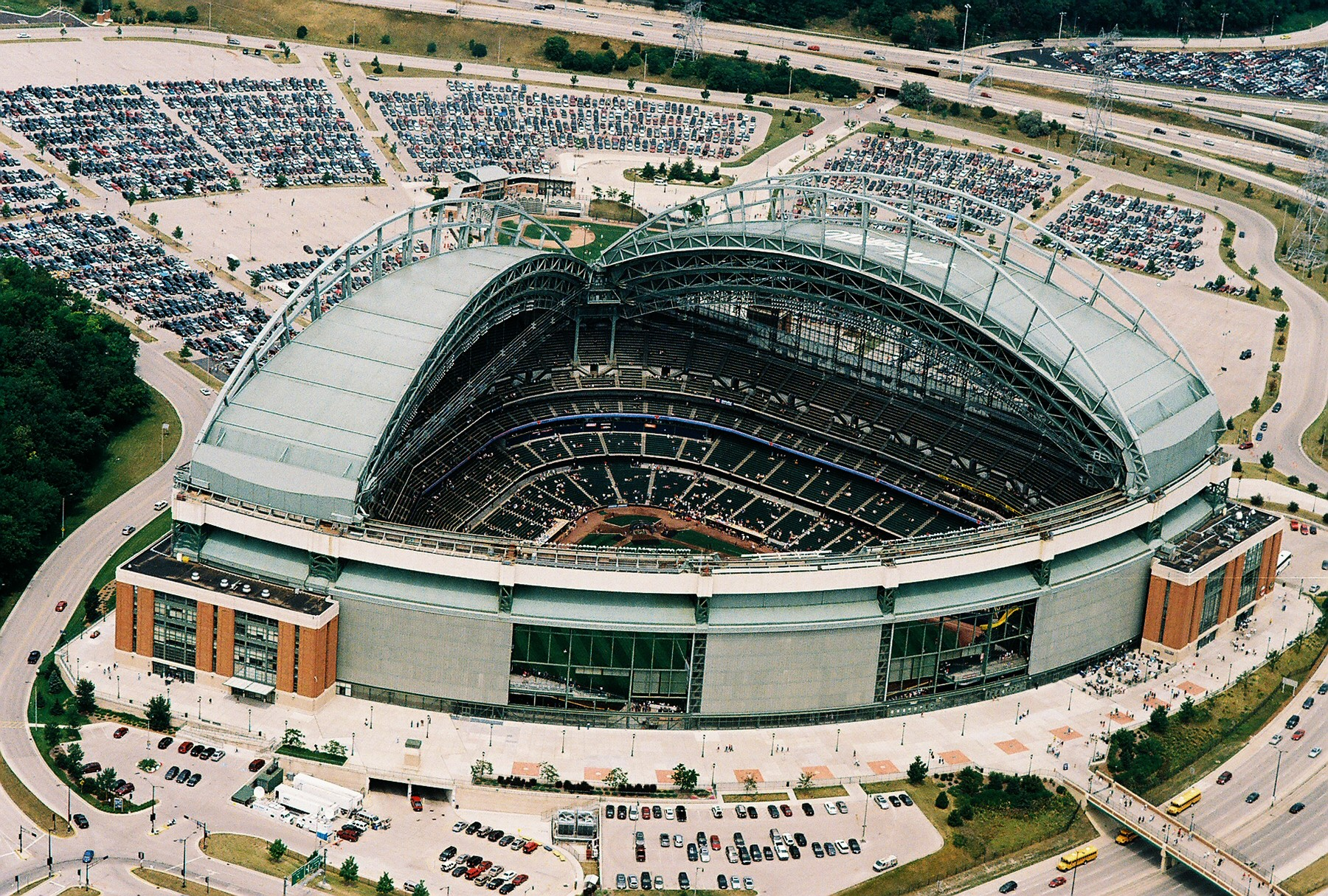
ملعب العائلة الأمريكية (American Family Field)، ميلواكي، ويسكونسن، مع سقف على شكل مروحة.

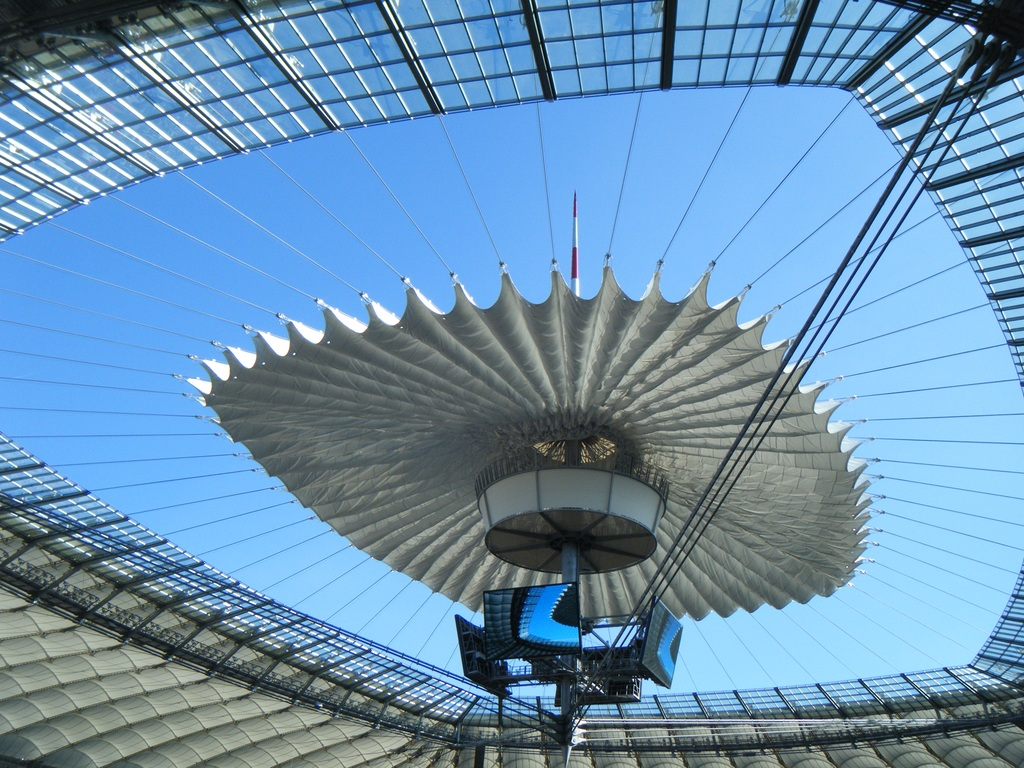
الملعب الوطني، وارسو.

من الناحية المعمارية، تختلف الأسقف السحوبة بشكل كبير من ملعب إلى آخر من حيث الشكل والمادة والحركة. على سبيل المثال، ملعب العائلة الأمريكية له سقف على شكل مروحة، في حين أن ملعب تويوتا في اليابان له سقف على شكل أكورديون. معظم الأسقف القابلة للطي مصنوعة من المعدن، في حين أن بعضها، مثل سقف ملعب ستيت فارم، مصنوع من قماش مقاوم للماء. على الرغم من أن كل سقف قابل للسحب يختلف في هذه الجوانب، فإن سقف ملعب سافيكو فيلد فريد من نوعه لأنه الوحيد في أمريكا الشمالية الذي لا يشكل حاوية محكومة بالمناخ عندما يكون في وضع ممتد؛ بل إنه يعمل بمثابة "مظلة" لتغطية ملعب اللعب ومناطق المتفرجين أثناء الطقس العاصف، بدون جدران جانبية تحيط بالملعب.

### طريقة اللعب مع الأسقف السحوبة
في الدوريات الرياضية الكبرى في أمريكا الشمالية، توجد قواعد محددة تحكم حركة الأسقف السحوبة قبل وأثناء اللعب. تختلف هذه القواعد بين دوري كرة القدم الأميركي ودوري البيسبول الأميركي وكذلك من ملعب إلى آخر. بشكل عام، إذا بدأت المباراة مع فتح السقف وأصبحت الظروف الجوية أقل ملاءمة، يجوز للفريق المضيف، بموافقة مسؤولي الملعب والفريق الزائر، طلب إغلاق السقف. (وهذا السيناريو نادر الحدوث عمومًا، بسبب دقة التنبؤات الجوية الحديثة والخطأ العام في جانب الحذر الذي يُبقي السقف مغلقًا إذا كان هناك أي تهديد كبير بهطول الأمطار.) اعتمادًا على الملعب، والطقس أو ظروف اللعب، وحكم المسؤولين، قد تستمر اللعبة أو لا تستمر حتى يتم إغلاق السقف بالكامل. إذا بدأت اللعبة والسقف مغلق، فمن الممكن فتحه في بعض الظروف اعتمادًا على مكان اللعب. إذا تم إغلاقه بعد بدء اللعبة، فمن المعتاد أن يظل مغلقًا طوال مدة اللعبة.

## بدائل للأسقف السحوبة

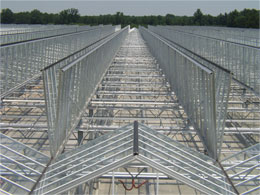
نظام السقف المفتوح المستخدم من قبل شركة إنشاء المرافق

تستخدم بعض المرافق الرياضية الحديثة أنظمة أسقف أقل تعقيدًا يشار إليها عادةً باسم "الأسقف المفتوحة" (open roofs). يتم تصنيعها باستخدام مواد مماثلة للأسقف السحوبة، مثل الأسقف المصنوعة من البولي كربونات أو الزجاج المقسّى. يتم تثبيت الأسقف المفتوحة عند مزاريب المبنى، وتغلق وتفتح بالكامل بواسطة آليات نظام الرف والترس أو نظام الدفع/السحب. تُستخدم الأسطح المفتوحة عادةً في الأماكن الرياضية الأصغر حجمًا مثل النوادي الريفية والجامعات، وأيضًا في بناء الدفئيات الزراعية التجارية ومراكز الحدائق لأغراض التحكم في المناخ.

## روابط خارجية
- CBC archives The architect explains the roof system for the Rogers Centre (then called SkyDome) in تورونتو.
- CBC Archives A clip from 1975 where the stadium architect talks about his design for the Montreal Olympic Stadium.
- CBC Archives A look back on the history of the Montreal Olympic Stadium (1999).
- Guidelines for movement of a retractable roof (دوري كرة القاعدة الرئيسي)